# Olidiana bedardi
Olidiana bedardi är en insektsart som beskrevs av Nielson 1982. Olidiana bedardi ingår i släktet Olidiana och familjen dvärgstritar. Inga underarter finns listade i Catalogue of Life.